# Jimena Gómez
Jimena Gómez   (Granollers, 26 de febrer de 2003), més coneguda com a Jim, és una cantant catalana, destacada com la guanyadora de la segona temporada del programa de TV3 Eufòria.

## Trajectòria
Des de ben jove ha estat adepta de la música. Ha somniat sempre de poder-s'hi dedicar. Paral·lelament, és monitora de lleure. El seu gènere musical predilecte és el rock, però també balla swing i toca el piano i la guitarra. Pren com a referents els grups Queen, Guns N' Roses i AC/DC. Aquest darrer és el seu preferit.
Va estudiar el batxillerat artístic a l'Institut Celestí Bellera entre el 2019 i el 2021. A banda, va ser alumna del combo Mr. Againsts Beat de l'Escola Municipal de Música de les Franqueses.
El 2020, mentre estava vinculada al projecte Etcètera, va participar en la primera edició del concurs de Cardedeu TV Objectiu Paki. Així doncs, el setembre del 2022, junt amb els seus excompanys Joan Liaño, Ares Elías i Ona Casacuberta, va participar en el concert d'inauguració del Gra Jove a la seva ciutat. Va descriure el pas pel programa com «una experiència inoblidable».
El 2023, va ser seleccionada per a la segona temporada del concurs musical de TV3 Eufòria. Al càsting final, va cantar «It's a Long Way to the Top (If You Wanna Rock 'n' Roll)» d'AC/DC. En paraules seves, hi va entrar «per donar canya», malgrat que també vol «sorprendre i assolir situacions complicades». En la primera gala d'Eufòria, havien de ser eliminats quatre participants, però finalment en van ser tres i ella va ser salvada per haver rebut el 16 % dels vots del públic. En la segona, va reeixir amb «Soc la d'ahir» de Samantha, va passar sense complicacions a la següent. Així doncs, les dues actuacions següents de Gómez van ser determinades com les favorites de la nit pel jurat, tot i que solament de manera definitiva en el tercer programa.

## Discografia

### Senzills
- «T'estimo igual» (2023) (amb Lildami)
- «Vine» (2024)
- «Dimonis» (2024)